# Асоціація українців штату Вашингтон
Асоціація українців штату Вашингтон (англ. Ukrainian Association of Washington State, раніше також  Українсько — Американський клуб штату Вашингтон англ. Ukrainian American Club of Washington) — регіональна громадська неприбуткова організація, яка представляє культурні та соціальні інтереси американців українського походження, сприяє взаєморозумінню між українським та американським народами, а також підтримує українські культурні та наукові центри по всьому світу.
Асоціація, яка була заснована в 1971 році, проводить культурні та політичні заходи для жителів північного заходу США і канадської провінції Британська Колумбія. Серед традиційних щорічних заходів Асоціації святкування Дня Незалежності України, святкування річниці зі дня народження Тараса Шевченка, участь у міжнародних культурних фестивалях та виставках.
Асоціація розвиває відносини з Українським конгресовим комітетом Америки, з посольством і консульством України, з українською діаспорою в Канаді, з українськими церквами різних конфесій й з іншими етнічними організаціями регіону. За різними оцінками Асоціація представляє інтереси від 55 тисяч до 100 тисяч жителів українського походження.

## Історія Асоціації

### Сімдесяті роки

Демонстрація писанок у, 1975 рік.

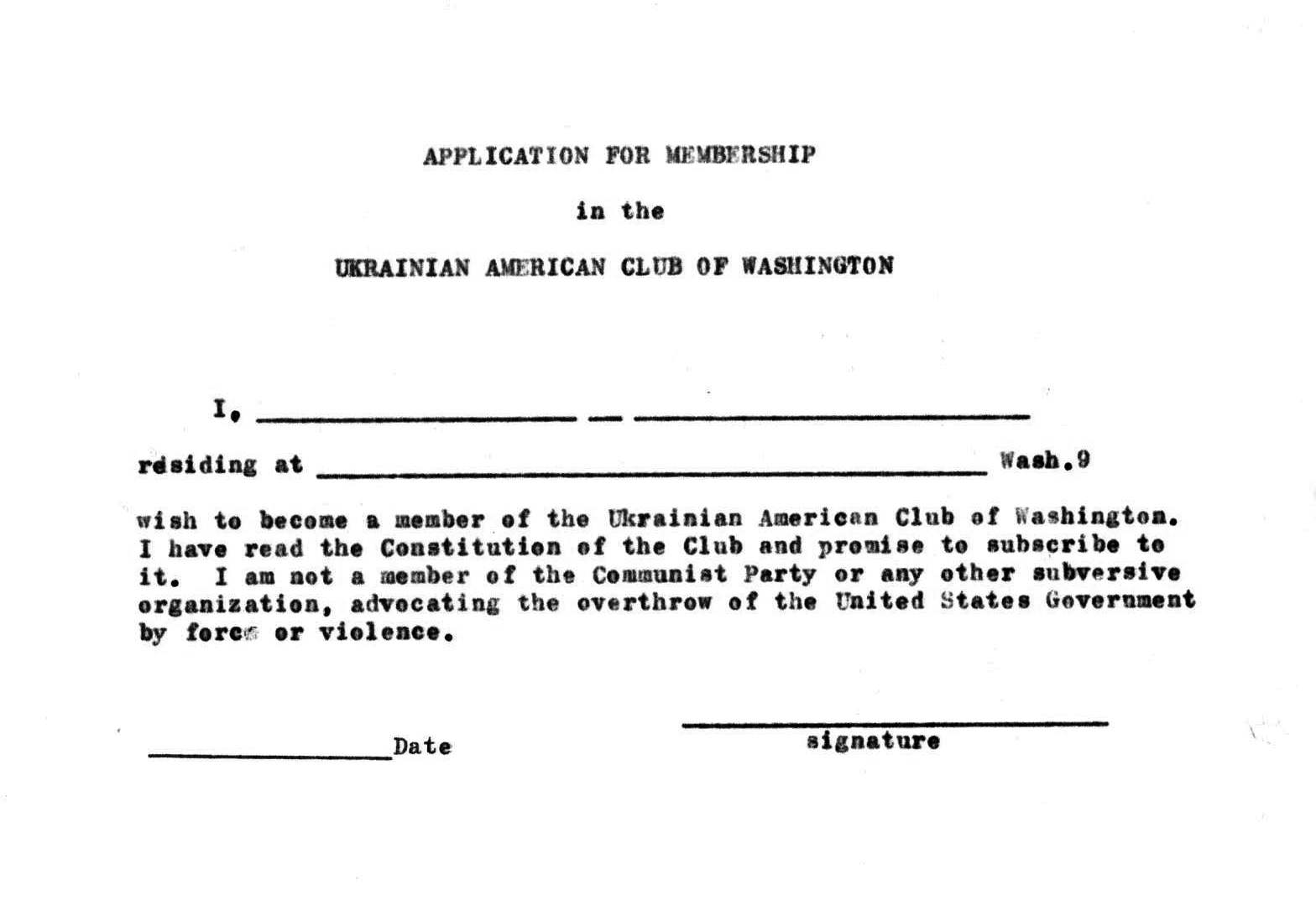
Первісна заявка до Клубу

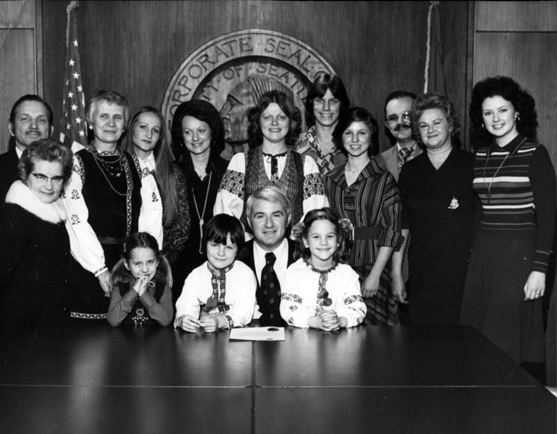
Церемонія підписання прокламації на підтримку незалежності України мером міста Сієтл у січні 1976 року. Присутні члени делегації Клубу на чолі з Володимиром Клосом.

Асоціація українців штату Вашингтон з'явилася як «Українсько — Американський клуб штату Вашингтон» 27 вересня 1971 в Сієтлі. Ініціатором створення клубу і його першим президентом був емігрант українського походження Володимир Клос.
На початку сімдесятих років клубом були вперше проведені культурні та політичні заходи, багато з яких згодом стали проводитися щорічно. Першим офіційним заходом клубу стала участь у Різдвяних церемоніях у грудні 1971 року, які проводилися в Музеї історії та промисловості Сієтла. Члени клубу познайомили глядачів з українськими різдвяними традиціями, а хор клубу виконав різдвяні колядки. Одночасно в музеї відкрилася виставка української народної творчості. У сімдесяті роки виступи українських колективів на Різдво проводилося в Сієтлі регулярно саме під егідою клубу.
У 1972 році клуб вперше провів офіційне святкування річниці з дня народження Тараса Шевченка. Урочисті заходи відбулися в соборі Сент-Джеймса.
У 1973 році клуб провів свій перший політичний захід, пов'язаний з 55-ю річницею проголошення незалежності України. У цей період Україна ще входила до складу СРСР, і українська діаспора традиційно відзначала як день незалежності України 22 січня — день прийняття Четвертого Універсалу Української Центральної Ради — де-факто день проголошення незалежності Української Народної Республіки, територія якої була пізніше включена до СРСР в результаті громадянської війни. На заходи, присвячені річниці, з'їхалися українські виконавці та гості із західного узбережжя США та Британської Колумбії. Прокламацію щодо незалежності України підписали  губернатор штату Вашингтон Даніель Еванс і мер Сієтла Уеслі Ульман, який виступив на святі з промовою.
У 1975 році організовані клубом заходи, приурочені до Дня незалежності України, пройшли у Сієтлі особливо урочисто під назвою «Ukrainian Northwest Festival». На святі були присутні більше 3500 гостей із США і Канади, пройшли виставки українських художників та виступи українських музичних і танцювальних колективів США і Канади. Учасникам заходів зачитали вітальні телеграми від канадського прем'єр-міністра Джона Діфенбейкера, а також від низки сенаторів, конгресменів і губернаторів із США.
У 1976 році на додаток до традиційного багатотисячного фестивалю, присвяченому святкуванню дня незалежності України, клуб взяв участь у підготовці та організації урочистостей, пов'язаних з святкуванням двохсотріччя США. На честь річниці клуб також провів виставку української народної творчості.

### Вісімдесяті роки
У вісімдесяті роки клуб продовжив традиції святкування річниці незалежності України. На прохання клубу прокламації, присвячені дню незалежності, підписували губернатори штату Вашингтон Діксі Лі Рей та Бут Гарднер, а також мер Сієтла Чарльз Ройер.
У вересні 1982 року клуб підтримав протест адміністрації Рейгана проти будівництва через Радянську Україну газопровіда Уренгой — Помари — Ужгород у зв'язку з побоюваннями, що даний проект зробить Європу в майбутньому залежною від поставок газу з Росії. У протестах, які пройшли від парку Газопереробного заводу взяли також участь представники інших східно-європейських країн.

### Дев'яності роки
Найважливішою подією в житті української діаспори стало проголошення незалежності сучасної України від СРСР в 1991 році. Ця подія була емоційно сприйнята українцями штату Вашингтон. Засновник клубу, Володимир Клос, повернувся в Україну. Клуб організовував збір коштів на допомогу жертвам Чорнобильської аварії, на розвиток освіти в молодій українській державі та й на інші соціальні потреби.
Традиційні заходи приурочені до Дня Незалежності України, який раніше клуб проводив 22 січня в річницю прийняття Четвертого Універсалу Української Центральної Ради, відтепер були перенесені на 24 серпня — офіційне свято Дня незалежності України.
Після 1991 року почав змінюватися склад української діаспори в штаті Вашингтон. Переважна більшість ранніх членів клубу іммігрували до США після Другої світової війни з Галичини, були носіями виключно української мови та представляли українські православні і католицькі церкви. Після 1991 року українські іммігранти представляли різні регіони України, а серед віруючих переважали протестанти-євангелісти. У результаті українська діаспора стала менш однорідною, а діяльність клубу стала менш пов'язаною з українськими церквами регіону.

### Асоціація у XXI столітті

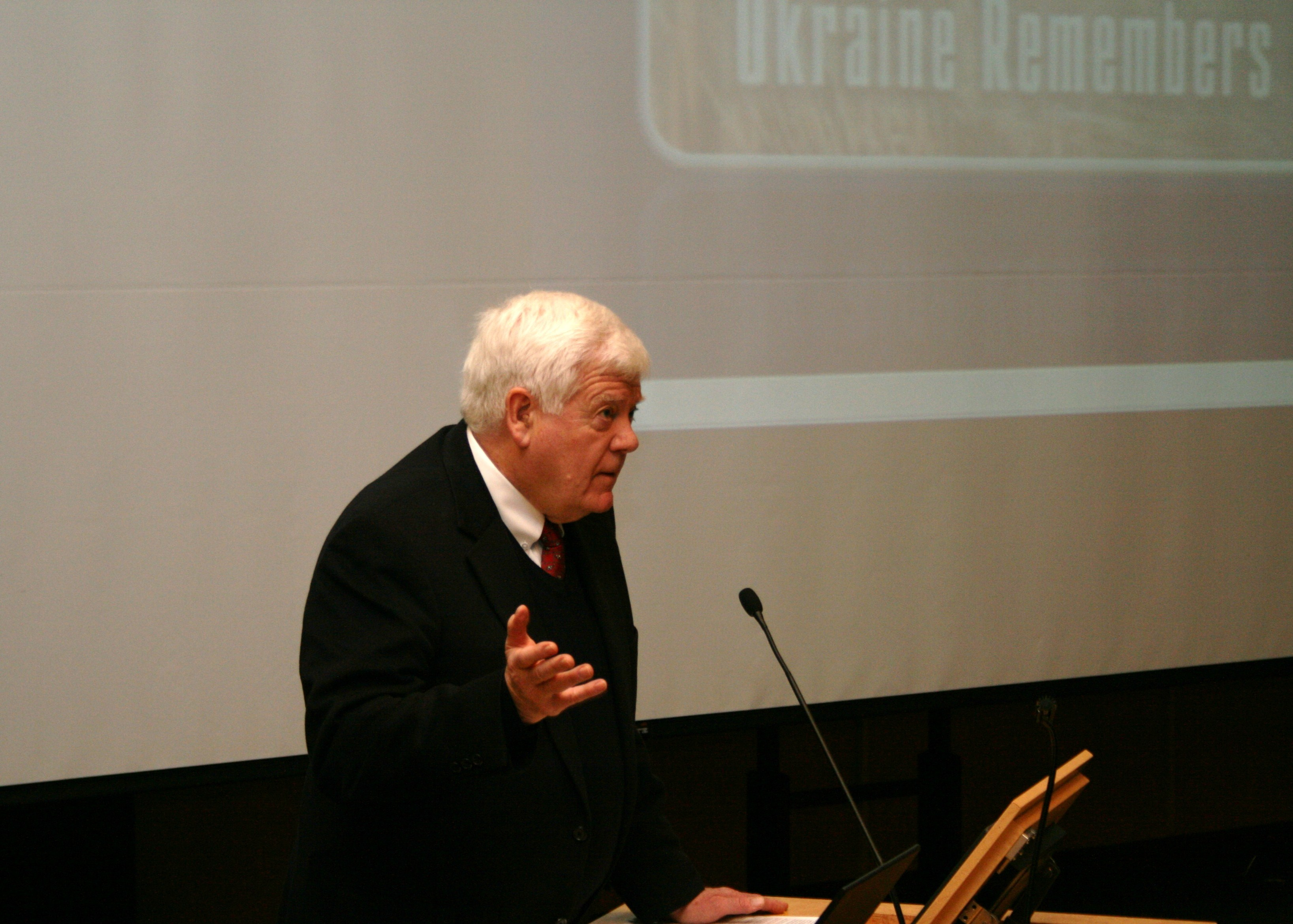
Американський конгресмен виступає на засіданні присвяченому пам'яті Голодомору, Сієтл 2008 р.

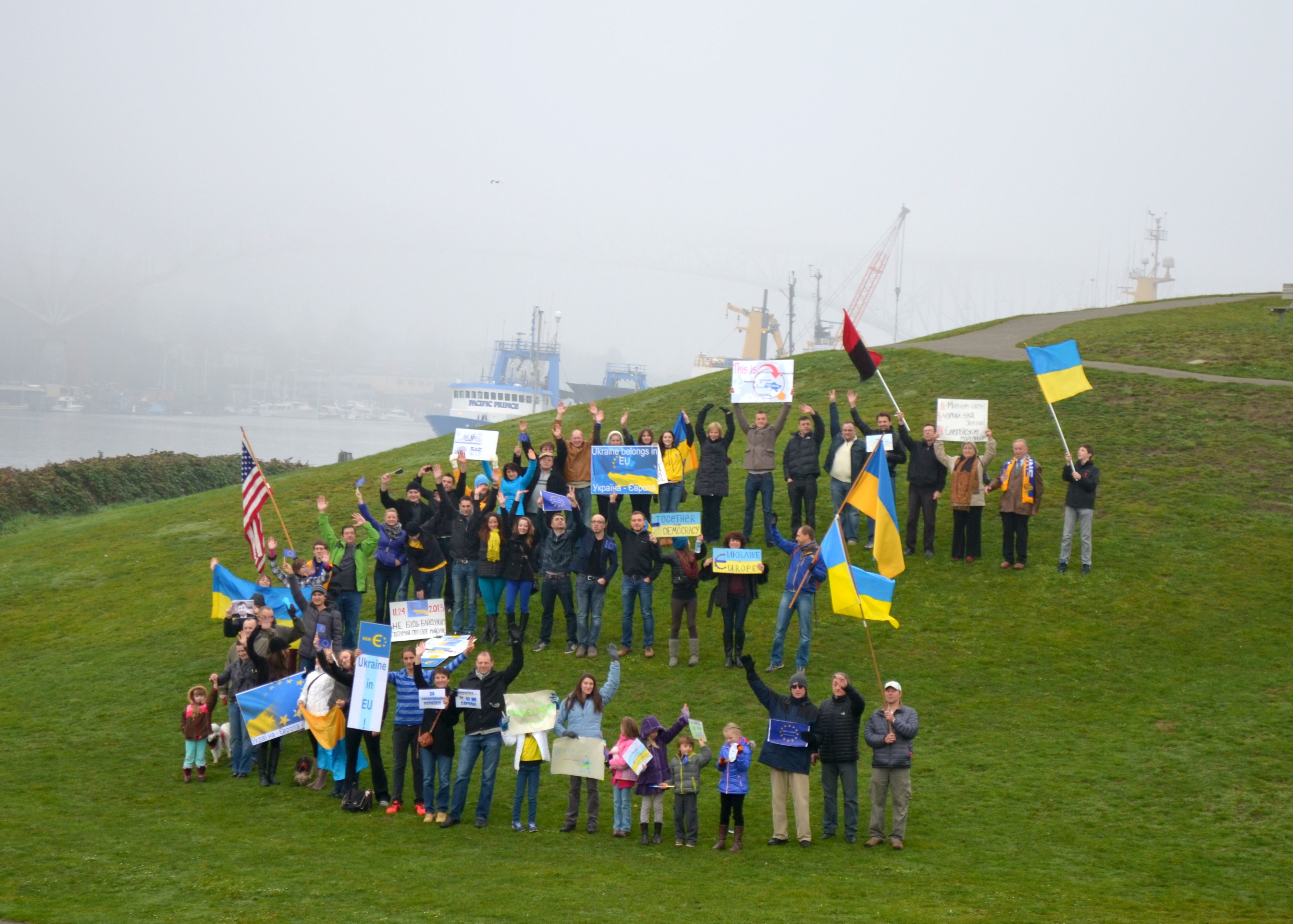
Демонстрація на підтримку Євромайдану, Сієтл 2014 р.

У 2008 році Асоціація брала участь в естафеті вічного вогню пам'яті голодомора. Розпочата в Австралії всесвітня естафета розпочала свою подорож по США саме з Сієтла. Асоціація виступила спонсором акцій пам'яті голодомору за участю офіційних представників України та США, які пройшли у Сієтлі.
Найважливішими подіями XXI століття, що вплинули на життя Асоціації, були Помаранчева революція 2004 року в Україні, а також Євромайдан та Відсторонення Віктора Януковича і подальша Російська збройна агресія проти України (2014‒2015). Ці події супроводжувалися як масовими протестами українців на майдані у Києві, та й активізацією діяльності всієї української діаспори.
У 2004 році в Україні вибухнула політична криза, пов'язана з масовими фальсифікаціями на виборах Президента України на користь проросійського кандидата Віктора Януковича. Масові акції громадянської непокори, які пройшли в Україні, отримали назву Помаранчева революція і привели до перевиборів, на яких переміг суперник Віктора Януковича, Віктор Ющенко. Асоціація брала участь у протестах солідарних з помаранчевою революцією і провела роботу, щоб сприяти проведенню чесних виборів президента України. Асоціація домагалася того, щоб вихідці з України, які проживають в штаті Вашингтон і зберегли українське громадянство і, таким чином, право голосу, (числом близько 15 тисяч чоловік) могли проголосувати. У першому турі Посольство України відмовилося відкрити виборчу дільницю в Сієтлі, і, таким чином, найближчим місцем для голосування лишалося українське консульство у Сан-Франциско розташоване в 1360 кілометрах від Сієтла. Асоціація допомогла організувати відправку автобусів з Сієтла до Сан-Франциско, щоб частина бажаючих змогла проголосувати. При повторному голосуванні під тиском Асоціації та за її допомогою, Посольство України відкрило виборчу дільницю в передмісті Сієтла Кенті — єдиний подібний випадок під час українських виборів 2004 року.
У 2014 році Асоціація підтримала масові протести в Україні, пов'язані з відмовою керівництва України продовжити інтеграцію країни до Європейського Союзу. Пікети та мітинги на підтримку інтеграції пройшли в Сієтлі. Подальше загострення кризи та наступні Відсторонення Віктора Януковича, Російська інтервенція до Криму 2014 та взагалі Російська збройна агресія проти України (2014‒2015) породили нову хвилю протестів серед українців Сієтла. Асоціація проводила збір коштів для протестуючих в Україні, брала участь в прийомі в Сієтлі сімей загиблих в Україні воїнів-героїв, а також організовувала різні регіональні акції протесту.

## Структура Асоціації
Головним керуючим органом Асоціації є управа, що складається з 9 членів. Управа обирає чинного президента Асоціації. В даний час в раду директорів входять Едуард Дудар (також замісник президента), Ірина Шароваєва (також секретар), Оксана Пірс (також скарбник), Любов Узік, Назар Іванченко, Станіслав Михайленко, Марта Сташевська, Вікторія Гениш та Ігор Печковський, а президентом Асоціації з 2015 року є Лілія Коваленко. Одного разу на квартал Асоціація публікує бюлетень для своїх членів.
|                          |                                  |                            |                            |                      |                                   |                        |                                |
| Володимир Клос 1971—1979 | Орест Даниш 1979—1986, 1989—1992 | Олесь Криницький 1986—1988 | Володимир Кунько 1988—1989 | Ігор Даниш 1992—1994 | Євген Лемцьо 1994—2000, 2004—2006 | Люба Кігічак 2000—2004 | Петро Дрогомирецький з 2006 р. |

## Види діяльності

### Культурна діяльність
З моменту заснування, одним з основних видів діяльності Асоціації були збереження і розвиток української культури в регіоні. Асоціація традиційно відзначає день народження Тараса Шевченка, бере участь у регіональному Різдвяному фестивалі, представляє українську культуру на Північно-Західному фольклорному фестивалі та й на інших фестивалях.
Спонсорований Асоціацією з 2004 року ансамбль народного українського танцю «Барвінок» — учасник і лауреат міжнародних фестивалів української культури. Наприклад, у 2010 році на фестивалі української культури в Канаді, «Барвінок» завоював 4 золотих і 2 срібних медалі.
Ще в 1973 році Асоціація вперше організувала курси української мови у Вашингтонському університеті. Асоціація продовжує спонсорувати відділення українознавства при університеті. Асоціація також проводить заняття з української мови серед дітей та надає термінову мовну допомогу для гостей регіону.
Асоціація проводить виступи українських діячів культури для жителів регіону. Наприклад, серед виступаючих в Сієтлі артистів були Василь Нечепа, Василь Шкляр, та Анастасія Приходько.
Незважаючи на те, що в останні роки українська діаспора штату Вашингтон стала менш однорідної в культурному сенсі, активісти Асоціації бачать в цьому не скільки проблему, скільки нові можливості для поширення культурної спадщини.
|                                                                                              |                                                                                     |                                                                                        |
| Постановка п'єси Назар Стодоля на честь 200-річчя Тараса Шевченка, театр м. Рентона, 2014 р. | Виступ дитячої групи ансабля «Барвінок» на українському фестивалі у Канаді, 2010 р. | Виступ дорослої групи ансабля «Барвінок» на Північно-Західному фольклорному фестивалі. |

### Політична діяльність
Асоціація розпочала активну політичну діяльність з організації святкувань проголошення незалежності України. Перше таке святкування на північному заході США відбулося в Сієтлі в 1973 році. Аж до здобуття Україною справжньої незалежності у 1991 році, одним з регулярно використовуваних Асоціацією політичних методів боротьби була організація підписання високопоставленими американськими політичними діячами декларацій і прокламацій на підтримку незалежності українського народу на «його шляху до свободи». Серед підписантів були мери Сієтлу Уеслі Ульман та Чарльз Ройер і губернатори штату Вашингтон Даніель Еванс, Діксі Лі Рей та Бут Гарднер.
|                                |                                         |                                       |                                  |                                        |
| підписана мером Уеслі Ульманом | підписана губернатором Даніелем Евансом | підписана губернатором Діксі Лі Рейем | підписана мером Чарльзом Ройером | підписана губернатором Бутом Гарднером |

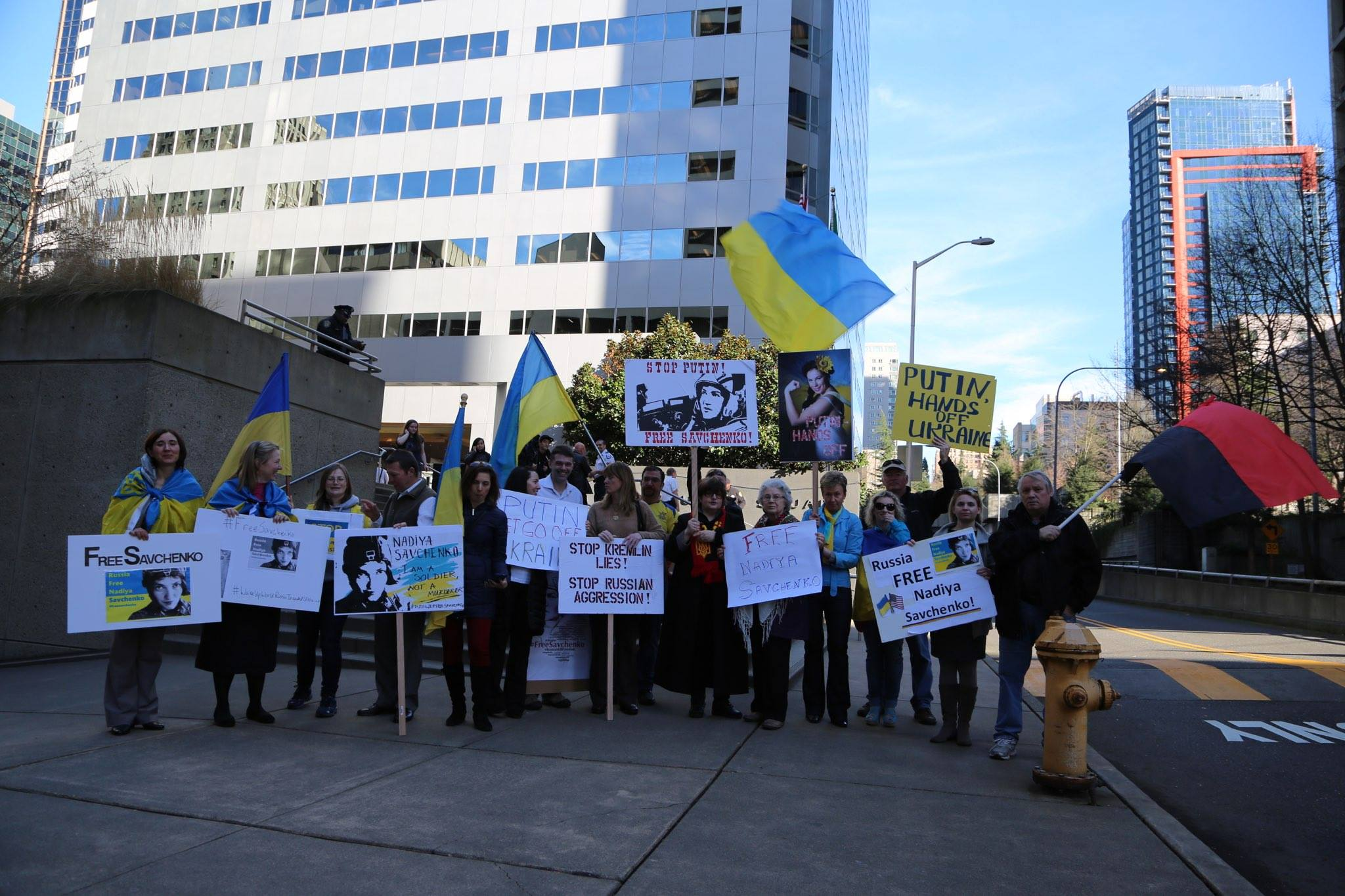
Пікет коло консульства Росії в Сієтлі за звільнення Надії Савченко, 2015 р.

До здобуття Україною незалежності від СРСР в 1991 році керівництво Асоціації традиційно більшою мірою підтримувало Республіканську партію США за її більш жорстку позицію по відношенню до СРСР щодо боротьбі за «свободу пригноблених народів». У 1973 році представники Асоціації взяли участь у Республіканській конференції Західних Штатів, на якій президент Асоціації, Володимир Клос, звернувся до віце-президента США Джеральда Форда з проханням продовжити боротьбу проти русифікації України та переслідування українських активістів в Радянській Україні.
Асоціація неодноразово боролася за звільнення політичних в'язнів українського походження. Одним з перших проявів цієї боротьби було пікетування радянської технічної виставки 2 травня 1976, яке було організовано Асоціацією спільно з представниками єврейської громади Сієтла. Пікетники вимагали звільнення заарештованих в СРСР українського журналіста В'ячеслава Чорновіла і єврейського художника Бориса Пенсона. Члени Асоціації в листуванні з американськими конгресменами та при особистій зустрічі з Першою Леди США, Бетті Форд, яка відбулася 8 жовтня 1976 року, домагалися звільнення українського історика Валентина Мороза.
Російська збройна агресія проти України (2014‒2015) змусила активістів Асоціації, які раніше занімалість виключно культурною діяльністю, брати участь у політичних заходах. У 2014 році при Асоціації виник політичний комітет, який очолює Катерина Сєдова. Самостійно, а іноді спільно з представниками російської громади у Сієтлі, які протестують проти політики Путіна, Асоціація систематично проводить мітинги протесту біля Російського консульства, вимагаючи звільнити Надію Савченко. Також, спільно з росіянами, Асоціація брала участь у мітингу протесту проти вбивства російського опозиціонера Бориса Нємцова. Асоціація збирає значні кошти на гуманітарну допомогу Україні — на першу допомогу постраждалим українським воїнам, на підтримку учасників Євромайдану, на підтримку українського громадського телеканалу Hromadske.tv та ін. Зараз Асоціація входить до двадцятки політично найактивніших українських організацій США.

### Благодійна діяльність
Асоціація веде регулярну благодійну діяльність та збирає кошти як на потреби діаспори, спонсоруючи різні регіональні культурні заходи та організації, так і на потреби різних організацій в Україні. Наприклад, Асоціація збирала кошти для ліквідації наслідків Чорнобильської аварії, для протестуючих на майдані, підтримує сім'ї воїнів, загиблих під час Російської збройної агресії та вимушених переселенців з Донецька, та ін.
Особливе місце у благодійній діяльності Асоціації займає допомога факультетам української мови та українознавства різних вищих навчальних закладів як в Україні, так і в США. Серед одержувачів пожертвувань Києво-Могилянська академія, Гарвардський університет, Вашингтонський університет, Тихоокеанський університет Сіетла та ін..